# Мариуполь (станция)
Мариу́поль — главная пассажирская железнодорожная станция города Мариуполя.
Станция находится в южной части города в Приморском районе на Слободке. Расположена на проходящей с севера на юго-запад двухпутной электрифицированной железной дороге.
На юго-запад пути тянутся на грузовую станцию Мариуполь-Порт, на север — на пассажиро-грузовую станцию Сартана.
К станции относится здание вокзала, локомотивное и вагонное депо.
Железнодорожный узел Мариуполя выполняет функции связующего звена морского порта с внутренними районами страны, обеспечивает доставку основной массы грузов для города, вывоз продукции его предприятий.
С внутригосударственной сетью магистральных дорог город связан железнодорожной линией Мариуполь — Волноваха — Камыш-Заря — Федоровка.

## Дальнее сообщение
До 2022 года по станции Мариуполь курсировали поезда до Киева, Одессы, Львова, Жмеринки и Бахмута.
Во время боёв за Мариуполь движение по станции было приостановлено.

## Пригородное сообщение
По станции курсируют пригородные поезда по маршрутам:
Мариуполь — Волноваха — Мариуполь
Мариуполь — Южнодонбасская — Мариуполь

## Выход в город
Осуществляется с северной стороны вокзала по улице Вокзальной.
На площади возле вокзала (площадь Мичмана Павлова) есть конечная остановка троллейбусов и маршрутных такси.

## История
Во второй половине XIX столетия возникла необходимость в строительстве железной дороги, которая связала бы промышленные центры с морем. Она нужна была для отправки угля водным путём во все порты Азово—Черноморского бассейна и для вывоза его за границу.
В 1878 году от станции Еленовка началось строительство Мариупольской ветки Константиновской железной дороги.
В 1882 году окончено строительство железной дороги к городу Мариуполю. Она соединила Мариуполь с Еленовкой. Построено здание железнодорожного вокзала. Сначала его центральная часть, а затем она постепенно обросла крыльями, по два с каждой стороны. Состоялось открытие движения поездов на Мариупольском участке железной дороги.
С 8 по 20 декабря 1905 года была организована забастовка железнодорожников Мариуполя, подержавших декабрьское вооружённое восстание, в ходе которой было приостановлено движение поездов на участке до станции Ясиноватая. Выступление было подавлено войсками.
3 января 1906 года полиция арестовала 13 членов стачечного комитета железнодорожников.
15 октября 1907 года городская дума постановила ходатайствовать о расширении помещения железнодорожного вокзала, об улучшении его освещения, о расширении площади для подъезда за счёт имеющегося возле здания садика.
Здание вокзала было сожжено во время войны.
В июне 1946 года здание восстановлено.
В мае 1947 года организовано ежедневное отправление плацкартного вагона прямого сообщения Мариуполь — Москва со станции Мариуполь. На станции Ясиноватая его прицепляли к поезду Сталино — Москва.
В 1974 году построено новое здание вокзала.
В 2001 году введён после реконструкции и обработки железнодорожный состав «Мариуполь — Киев». С 10 июня — фирменный поезд «Азов».
В 2007 году отремонтировано здание вокзала. Обновлен фасад здания, установлены автоматические раздвижные двери. На перроне установлены стрелочные часы.
31 июля 2024 года открыто восстановленное здание вокзала.